# Matias Lassen
Matias Lassen (* 15. März 1996 in Rødovre) ist ein dänischer Eishockeyspieler, der seit Juli 2025 bei den Iserlohn Roosters aus der Deutschen Eishockey Liga (DEL) unter Vertrag steht. Zuvor spielte er unter anderem für Leksands IF, Mora IK und die Malmö Redhawks in der Svenska Hockeyligan (SHL).

## Karriere
Mit dem Eishockeyspielen begann Matias Lassen bei Rødovre SIK in seiner Heimatstadt. Mit dem U20-Team gewann er in der Saison 2011/12 die dänische Meisterschaft. In derselben Spielzeit debütierte er im Alter von 15 Jahren auch im Seniorenbereich in der zweiten Mannschaft, die in der 1. division an den Start ging. Für die erste Mannschaft, die Rødovre Mighty Bulls in der höchsten dänischen Spielklasse, lief er ab der Saison 2012/13 regelmäßig auf. Im Sommer 2015 wechselte der Verteidiger nach Schweden, wo er beim Zweitligisten Leksands IF einen Zweijahresvertrag unterzeichnete. Nach dem Aufstieg in die Svenska Hockeyligan (SHL) kam er dort in der Spielzeit 2016/17 allerdings nicht mehr zum Einsatz. Daher wurde er im Oktober 2016 an Mora IK zunächst ausgeliehen und wechselte zwei Monate später endgültig zu dem Klub aus der HockeyAllsvenskan. Als einer der Schlüsselspieler trug er wesentlich zum Aufstieg in die SHL bei und wurde dafür zu Dänemarks Verteidiger des Jahres gewählt.
Sein Vertrag in Mora wurde verlängert, doch schon im November 2017 wechselte Lassen, ebenfalls zunächst auf Leihbasis, zum Ligakonkurrenten Malmö Redhawks. Die Spielzeit 2018/19 begann er mit IK Pantern in der Allsvenskan, bevor er kurz vor Saisonende nach Malmö zurückkehrte. Bei dem Erstligisten verbrachte er anschließend sechs weitere Spielzeiten. Mit den Redhawks erreichte er dreimal die SHL-Playoffs und nahm in der Saison 2018/19 auch an der Champions Hockey League (CHL) teil. Nach insgesamt mehr als 270 Spielen, in denen er 14 Tore erzielte und 45 Vorlagen beisteuerte, verließ er Malmö im Sommer 2025 und schloss sich den Iserlohn Roosters in der Deutschen Eishockey Liga (DEL) an.

### International
Matias Lassen spielte für verschiedene dänische Nachwuchsnationalmannschaften. Mit der U18-Auswahl gewann er im Jahr 2013 die Weltmeisterschaft der Division IA, sodass das Team in die Top-Division aufstieg. Für die U20-Nationalmannschaft nahm er in den Jahren 2015 und 2016 an den Weltmeisterschaften statt. Zugleich wurde er ab der Saison 2014/15 auch schon regelmäßig in das Herren-Nationalteam berufen. Er vertrat sein Land seit 2017 bei sieben Weltmeisterschaften. So gehörte er unter anderem zu der Mannschaft, die im Viertelfinale des Heimturniers 2025 das kanadische Nationalteam schlug und mit dem vierten Rang die beste WM-Platzierung der dänischen Geschichte erreichte. Außerdem nahm er an den Olympischen Winterspielen 2022 teil, bei denen er mit Dänemark den siebten Platz belegte.

## Erfolge und Auszeichnungen
- 2012 Dänischer U20-Meister mit Rødovre SIK
- 2016 Aufstieg in die Svenska Hockeyligan mit Leksands IF
- 2017 Dänemarks Verteidiger des Jahres
- 2017 Aufstieg in die Svenska Hockeyligan mit Mora IK

### International
- 2013 Aufstieg in die Top-Division bei der U18-Junioren-Weltmeisterschaft der Division IA

## Karrierestatistik
Stand: Ende der Saison 2024/25

### International
Vertrat Dänemark bei:
| - U18-Junioren-Weltmeisterschaft der Division IA 2013 - U20-Junioren-Weltmeisterschaft 2015 - U20-Junioren-Weltmeisterschaft 2016 - Weltmeisterschaft 2017 - Weltmeisterschaft 2019 - Weltmeisterschaft 2020 - Qualifikationsturnier für die Olympischen Winterspiele 2022 | - Olympischen Winterspielen 2022 - Weltmeisterschaft 2022 - Weltmeisterschaft 2023 - Weltmeisterschaft 2024 - Qualifikationsturnier für die Olympischen Winterspiele 2026 - Weltmeisterschaft 2025 |

(Legende zur Spielerstatistik: Sp oder GP = absolvierte Spiele; T oder G = erzielte Tore; V oder A = erzielte Assists; Pkt oder Pts = erzielte Scorerpunkte; SM oder PIM = erhaltene Strafminuten; +/− = Plus/Minus-Bilanz; PP = erzielte Überzahltore; SH = erzielte Unterzahltore; GW = erzielte Siegtore; 1 Play-downs/Relegation; Kursiv: Statistik nicht vollständig)